# Superman (film)
Superman – amerykańsko-brytyjski film fantastycznonaukowy z 1978 roku w reżyserii Richarda Donnera z Christopherem Reevem w roli głównej.
Film otrzymał nagrodę Hugo w kategorii najlepsza prezentacja dramatyczna w 1979 roku.

## Treść
Superman jest obdarzony nadludzkimi mocami przybyszem z planety Krypton, który na co dzień wciela się w Clarka Kenta, skromnego dziennikarza z popularnej gazety. Nadchodzi jednak czas, gdy musi zmierzyć się ze swym największym wrogiem – Lexem Luthorem, złoczyńcą, który pragnie przejąć władzę nad światem.

## Obsada
Źródło.
- Christopher Reeve – Superman / Clark Kent / Kal-El
- Ned Beatty – Otis
- Marlon Brando – Jor-El
- Gene Hackman – Lex Luthor
- Jackie Cooper – Perry White
- Margot Kidder – Lois Lane
- Valerie Perrine – Eve Teschmacher
- Terence Stamp – Generał Zod
- Larry Hagman – Major
- Glenn Ford – Jonathan Kent
- Trevor Howard – Pierwszy Starszy
- David Calder – Członek załogi
- Jack O'Halloran – Non
- Phyllis Thaxter – Martha Kent
- Marc McClure – Jimmy Olsen
- Sarah Douglas – Ursa
- Diane Sherry – Lana Lang

## Wyróżnienia Amerykańskiego Instytutu Filmowego
| Rok  | Lista                                                                                          | Pozycja                                                        |
| ---- | ---------------------------------------------------------------------------------------------- | -------------------------------------------------------------- |
| 2003 | Lista 100 największych bohaterów i złoczyńców wszech czasów Amerykańskiego Instytutu Filmowego | 026. miejsce wśród bohaterów – Christopher Reeve jako Superman |